# Ildfisken
Ildfisken var et dansk tidsskrift for ny litteratur. Tidsskriftet blev udgivet første gang i 1991 af lyriker Carsten René Nielsen samt journalist og forfatter Rikke Viemose. Alle former for skønlitteratur var repræsenteret i tidsskriftet, som også ofte bragte større interviews med tidens forfattere.

## Historie
I de første mange år var Ildfisken en selvstændig enhed uden indflydelse fra forlag eller akademiske organisationer. Det blev stiftet af Carsten René Nielsen og Rikke Viemose, som syntes, der manglede muligheder for ny litteratur af yngre forfattere. Først i 1996 fik tidsskriftet et layout lavet af en professionel grafiker og i 1998 blev en websted sat op.
Ildfisken er indtil 2010 udgivet af forlaget Anblik, men efter dettes lukning udkommer tidsskriftet dog stadig.